# 8892 Kakogawa
A 8892 Kakogawa (ideiglenes jelöléssel 1994 RC11) a Naprendszer kisbolygóövében található aszteroida. M. Sugano és T. Nomura fedezte fel 1994. szeptember 11-én.